# Bảo tàng Lịch sử Công nghiệp ở Opatówek
Bảo tàng Lịch sử Công nghiệp ở Opatówek (tiếng Ba Lan: Muzeum Historii Przemysłu w Opatówku), viết tắt là MHPO, là một bảo tàng tọa lạc tại số 1 phố Kościelna, Opatówek, Ba Lan. Bảo tàng được đưa vào Sổ đăng ký Bảo tàng Nhà nước vào năm 1998.

## Lịch sử
Bảo tàng Lịch sử Công nghiệp ở Opatówek được thành lập vào ngày 1 tháng 1 năm 1981. Mười năm sau, bảo tàng chính thức mở cửa cho công chúng. Bảo tàng bố trí triển lãm bên trong nhà máy Adolf Fiedler lịch sử. Nhà máy này được xây dựng trong các năm 1824 - 1826. Đây là khu phức hợp công nghiệp duy nhất còn tồn tại từ nửa đầu thế kỷ 19 ở châu Âu.

## Triển lãm
Các bộ sưu tập của bảo tàng có tổng cộng khoảng 12.000 hiện vật có liên quan đến sự phát triển của ngành công nghiệp châu Âu, bao gồm máy hơi nước, khung dệt, máy in, máy kéo sợi, máy may, máy thêu, ren, khuôn đúc các sản phẩm gốm sứ, dụng cụ thí nghiệm, máy văn phòng và đồ gia dụng. Khách tham quan có thể theo dõi tất cả các giai đoạn sản xuất, từ nguyên liệu thô đến sản phẩm cuối cùng, và tìm hiểu về các giải pháp được sử dụng trong kiến trúc công nghiệp thời bấy giờ. Ngoài ra, bảo tàng còn có một thư viện rộng lớn.